# Терек
Терек је река на северном Кавказу која се улива у Каспијско језеро. Пролази кроз Грузију и Русију. Река је дугачка 623 km, док је њена делта дугачка око 100 km.
По реци Терек названи су Теречки козаци.